# Nobuteru Yūki
Nobuteru Yūki 結城 信輝 (Yūki Nobuteru?) (Tokyo, 24 dicembre 1962) è un fumettista, illustratore e animatore giapponese.

## Biografia
Ha iniziato la sua carriera come autore di doujinshi utilizzando gli pseudonimi L'uomo nel castello alto (高い城の男 Takai Shiro no Otoko) e Yubic (ユービック Yūbikku), entrambi riferimenti all'opera dello scrittore di fantascienza statunitense Philip K. Dick. Nel corso della sua carriera ha realizzato il character design per numerosi anime e videogiochi ed ha frequentemente collaborato con il regista Kazuki Akane, incluso nel suo lavoro più celebre I cieli di Escaflowne.
Ha inoltre preso parte a numerosi festival di animazione internazionali come ospite d'onore, incluso l'Anime Expo e l'Otakon.

## Lavori principali

### Serie televisive anime
- Space Pirate Captain Herlock: The Endless Odyssey (character designer, direttore dell'animazione)
- Aquarion (direttore dell'animazione - episodio 2)
- Heat Guy J (character designer, direttore dell'animazione)
- Mushishi (direttore dell'animazione - episodio 18)
- Noein (direttore dell'animazione - episodio 23)
- Paradise Kiss (character designer, chief supervising animator)
- I cieli di Escaflowne (character designer)
- Verso la Terra... (character designer)
- Xenosaga: The Animation (character designer)
- Space Battleship Yamato: 2199 (character designer)

### Film d'animazione
- Cardcaptor Sakura The Movie 2: The Sealed Card (assistente direttore dell'animazione)
- Escaflowne - The Movie (character designer, direttore dell'animazione)
- The Five Star Stories (character designer, direttore dell'animazione)
- Macross - Il film (key animation)
- The Weathering Continent (character designer)
- X (character designer, direttore dell'animazione)

### OVA
- Angel Cop (character designer)
- Battle Angel Alita (character designer)
- Battle Royal High School (character designer, direttore dell'animazione, key animator)
- Cleopatra DC (character designer, direttore dell'animazione)
- Clover (character designer, direttore dell'animazione)
- Megazone 23 (key animation)
- Record of Lodoss War (character designer, direttore dell'animazione)
- Sukeban deka (character designer)

### Videogiochi
- Blade Arts: Tasogare no Miyako R'lyeh (character designer)
- Chrono Cross (character designer)
- Dragon Force II (character designer)
- Kaiser Knuckle (illustraotre)
- Seiken Densetsu 3 (character designer)
- Solatorobo (character designer)
- Tail Concerto (character designer)

### Videogiochi online
- Ragnarok Online - Filmato d'apertura (character designer, direttore dell'animazione)

### Manga
- Vaelber Saga

### Art books
- 1999 a WORK of CLOVER
- Anvil Rough-Drawings
- Anvil II Rough-Drawings
- Anvil III Rough-Drawing Works
- Chrono Cross - Missing Piece
- Escaflowne Fan Book (for the feature film)
- Escaflowne Fan Book (for the TV series)
- The Five Star Stories
- Heat Guy J
- Heat Guy J Rough-Drawing Works
- Heat Guy J Second II
- Phantasien
- Seikendensetsu III Illustration Book
- Senshi Bankō: Phantasien II
- The revise pictures of XX
- Toward the Terra Pilot Film
- Xenosaga: The Animation - Character Design